# Štadión ŽP ŠPORT
Štadión ŽP ŠPORT (Štadión Železiarní Podbrezová ŠPORT, oficiálním názvem od srpna 2015 ZELPO Aréna) je domácí fotbalový stadion slovenského klubu FK Železiarne Podbrezová stojící ve slovenské obci Podbrezová v Banskobystrickém kraji nedaleko sídliště Kolkáreň. Jeho kapacita je 4 061 míst a hřiště má standardní rozměry 105 × 68 metrů.
V roce 2013 se začal realizovat projekt modernizace fotbalových stadionů na Slovensku, na který vláda SR vyhradila celkovou dotaci 45 milionů eur za 10 let (4,5 mil. ročně). Pro ŽP ŠPORT by měla činit celková výše 750 000 eur. Klub začal s rekonstrukcí střechy tribuny a sektoru hostí. Střecha byla upravena tak, aby byla pohyblivá a dala se zatahovat (původní clonila slunečním paprskům na hřišti). Přibyly nové televizní kamery a zrenovoval se sektor pro hosty.
Rekonstrukce pokračovala i po sezóně 2014/15, dokončovaly se chodníky a přístupové cesty, pracovalo se na přívodu teplé vody pro vytápění, instalaci turniketů a dalším vybavení. Vytápění hrací plochy je formou odpadního tepla, které produkují elektrické obloukové pece v nedalekých železárnách. Vnějším okruhem přes obec Podbrezová je horká voda vedena na stadion, kde ji tepelné výměníky a soustava čerpadel odevzdává vnitřnímu okruhu – systému trubek pod hřištěm.

V sobotu 22. 8. 2015 byl stadión po rekonstrukci slavnostně otevřen pod novým oficiálním názvem ZELPO Aréna v utkání Fortuna ligy proti týmu TJ Spartak Myjava. Diváci měli vstup na tento zápas zdarma, Podbrezová v něm podlehla Myjavě 1:2.